# Креативна економіка
Креативна економіка (англ. the creative economy) — один з видів нової економіки, особливий сектор, що базується на інтелектуальній діяльності. З іншого боку, це система взаємодії творчих ідей, інтелектуальної власності, знань, технологій.

## Загальні відомості
Цей термін вперше з'явився 2001 року  у книзі Джона Хокінса «Креативна економіка: як люди заробляють гроші на ідеях» (John Howkins, The Creative Economy: How people make money from ideas), де його було визначено  як «транзакцію результатів творчої діяльності, які характеризуються економічною цінністю».
На сьогодні найбільш цитованим визначенням креативної економіки залишається визначення від Міністерства з питань культури, інформації та спорту Великої Британії (DCMS) — «сукупність тих галузей, що витікають з індивідуальних творчих навичок та талантів, і які мають потенціал до отримання прибутку й створення робочих місць за рахунок експлуатації інтелектуальної власності».
На конференції Організації Об'єднаних Націй з питань торгівлі та розвитку було прийнято називати креативною економікою ту концепцію, що «заснована на творчих активах, які можуть безперестанно сприяти економічному зростанню та розвитку». (2008 р.)
За даними ООН, темпи зростання креативної економіки вдвічі перевищують темпи зростання сфери послуг і в чотири рази перевищуючи темпи зростання сфери промислового виробництва.
Наразі галузі креативної економіки забезпечують майже 30 мільйонів робочих місць по всьому світу. У цій сфері працевлаштовано більше людей віком 15-29 років, аніж у будь-якому іншому.
За останніми прогнозами, сектори креативної економіки становитимуть близько 10 % світового ВВП протягом наступних років.

### Основні характеристики

#### Ключова цінність креативної економіки—інтелектуальний капітал
Інтелектуальний капітал можна умовно поділити на такі підвиди: людський, організаційний та споживчий.
До людського капіталу належать знання, творчі здібності, досвід, моральні цінності, культура праці.
Організаційний характеризується патентами, ліцензіями, програмами, товарними зразками, технічним та програмним забезпеченням, корпоративною культурою та організаційною структурою.
До споживчого капіталу входять зв'язки між постачальниками, споживачами, посередниками, кредитно-фінансовими установами, органами влади, інформація про учасників економічних відносин та торговельна марка (бренд) .

#### В основі креативної економіки лежать творчі галузі
Міністерство з питань культури, інформації та спорту Великої Британії до творчих галузей віднесло ті, що «виготовляють» інтелектуальну власність, а саме: рекламу, музику, телебачення та радіо, пресу, комп'ютерні ігри, фотографію, кіно, архітектуру, моду, дизайн, видавничу справу, декоративно-прикладне мистецтво.

#### Креативна економіка базується накреативному підході
Він, в свою чергу, спирається на проєктне мислення, уяву, креативне моделювання та практичну спрямованість.

#### Креативна економіка заохочує соціальне залучення, культурне різноманіття та всебічний розвиток людини
Вона одночасно охоплює економічні, культурні та соціальні аспекти суспільства.
Економіст та теоретик мистецтва П'єр Луїджі Сакко також акцентує увагу на тому, що креативна економіка найкраще відображає місцеві особливості та допомагає зберегти ідентичність в епоху глобалізації. В якості прикладів держав, які активно сприяють розвитку креативної економіки, він наводить Францію (історична область Іль-де-Франс, Париж), Велику Британію (Внутрішній Лондон) та Італію (Мілан).

#### Важливу роль в економічних процесах креативного типу відіграють нові технології
Оскільки креативна економіка є одним із підвидів нової економіки, нові технологічні засоби та рішення стали її ключовими інструментами.

#### Креативна економіка покликана сформувати привабливий інвестиційний клімат, сприяти зростанню соціальної злагоди і розвитку соціальної сфери, модернізувати сферу освіти.
В рамках креативної економіки формуються нові економічні моделі, нові типи соціальних відносин, нові культурні парадигми.

### Переваги
За останні 10 років світовий товарообіг креативної продукції та послуг збільшився майже вдвічі та досяг відмітки у $624 млрд. Окрім економічних вигод, креативна економіка створює нематеріальні цінності й забезпечує сталий розвиток, спрямований на людину.
Креативна економіка не лише значною мірою сприяє збільшенню національного валового продукту, а й стимулює інновації у всіх галузях економіки.
У звіті конференції ООН з питань торгівлі та розвитку за 2018 рік («Creative economy outlook.Trends in international trade in creative industries») було виділено такі пріоритети:
- Наявність подвійної цінності (як комерційної, так і культурної)
- Значний внесок у досягнення цілей сталого розвитку
- Сприяння утвердженню таких фундаментальних прав, як повага до людської гідності, рівності та демократії
- Поширення важливих соціальних та культурних цінностей
- Сприяння соціальній інтеграції, культурному розмаїттю та розвитку людства
- Позитивний вплив на екологію (завдяки тому, що культурна діяльність найчастіше базується на інтелектуальних здобутках, а не на матеріальній основі та потребує меншої інфраструктури порівняно з іншими галузями)
- Пожвавлення виробництва, сфери послуг, роздрібної торгівлі та розважальної галузі

## Дослідження
Існує кілька досліджень, присвячених креативній економіці як соціально-економічному явищу.
- Р. Флоріда. «Креативний клас: люди, які змінюють майбутнє»

У своїй роботі американський професор, економіст і соціолог, проаналізувавши політичний та економічний розвиток суспільства Америки, приходить до висновку, що його основою в останні роки стала креативна економіка. Ядром суспільства він називає креативний клас (представників творчих професій). Креативність, на його думку — це  «створення на базі знання практичних нових форм», а основа розвитку креативної економіки — це принцип 3-х «Т»: «технологія, талант і толерантність».
- Ч.Лендрі. «Креативне місто»

Експерт Світового банку описує розвиток сучасних міст і приходить до висновку, що на перше місце в розвитку міст виходять людські здібності і мотивації, витісняючи на другий план інфраструктуру, природні ресурси і т. д.
- Інші

Ряд авторів вважає, що креативна економіка тісно пов'язана з розвитком тимчасової економіки, характерними рисами якої є домінування інформаційного виробництва, витіснення ієрархій горизонтальними економічними мережами, переважання нематеріальних благ і скорочення функцій капіталу. Оскільки галузі креативної економіки в основному пов'язані з виробництвом інформаційного контенту, найбільш оптимальним середовищем для них є горизонтальні мережі, що забезпечують свободу обміну креативними продуктами та інформацією в рамках глобального суспільства. У тимчасових (пірінгових) мережах, де учасники взаємодіють безпосередньо без посередників, креативний потенціал розкривається максимальним чином.
Креативна економіка в Україні
У звіті за 2017 рік за програмою "ЄС-Східне культурне на творче партнерство (EU-Eastern Partnership Culture and Creativity Programme) було виявлено, що найбільший внесок у розвиток креативної економіки України було зроблено представниками ІТ-сектору. У цьому ж звіті було підкреслено, що значного поширення набуває національно-культурний рух «Зроблено в UA». Саме тому, у рамках просування національної культурної продукції, кіно було визначено однією із пріоритетних галузей.
Експорт товарів креативної економіки збільшився втричі — з $239 млн у 2005 р. до $768 млн у 2014 р. Імпорт у 2014 році становив 769 мільйонів доларів, що в результаті призвело до незначного торгового дефіциту. Найбільша частка як експорту, так і імпорту припадає на дизайнерські товари (дизайн інтер'єру, товари моди та іграшки).
Основними ринками збуту товарів креативної економіки України стали Європа (78 %) та Азія (22 %). У 2014 році до десятки найкращих експортних партнерів входила більшість українських сусідів: Російська Федерація, Казахстан, Білорусь, Данія, Азербайджан, Німеччина, Республіка Молдова, Італія, Узбекистан та Грузія.
Високим потенціалом для розширення ринку експорту креативних товарів володіють українська індустрія моди, IT-сектор, образотворче мистецтво та видавнича справа.

### Навчальні програми з креативної економіки
- Creative Enterprise Ukraine — спеціалізована навчальна програма для підприємців у креативних індустріях. Розроблена British Council спільно з британською агенцією інновацій Nesta
- Cultural and creative industries (by Coursera) — онлайн-курс, який заглиблює у процес розвитку креативних індустрій та визначає їхню взаємозалежність із сучасним діджиталізованим світом
- KYIV ACADEMY OF MEDIA ARTS (KAMA) — освітній проєкт, спрямований на навчання креативним спеціальностям. В програмі  - курси присвячені проєктній діяльності, дизайн-процесам, покроковій роботі над брендом
- Projector — платформа, покликана допомагати професіоналам різного рівня і спеціалізації розвивати системні та точкові навички в дизайні інтерфейсів, графічному дизайні, розробці, фронт-енді, проджект-менеджменті, інтернет-маркетингу і тд.